# 1-ша бронетанкова дивізія (Велика Британія)
1-ша бронета́нкова диві́зія а́рмії (Велика Британія) (англ. 1st Armoured Division (United Kingdom) — військове з'єднання зі складу бронетанкових військ Сухопутних військ Великої Британії, що брала участь у бойових діях Другої світової війни.

## Історія

### Створення
У листопаді 1937 року за ініціативою Начальника Імперського Генерального штабу генерала сера А. Монтгомері-Массінгберда було розпочато формування першого бронетанкового з'єднання британської армії. На той час формування отримало назву Мобільна дивізія. Першим її командиром було призначено офіцера Королівського полку артилерії майор-генерала А. Брука.
До складу Мобільної дивізії увійшли 1-ша та 2-га легкі бронетанкові бригади, 1-ша танкова бригада, підрозділи артилерії, інженерних військ та зв'язку. З 620 броньованих машин 7⁄8 були легкі розвідувальні бронеавтомобілі на гусеничній та колісній базі. Єдиним формуванням, де були застарілі середні танки була танкова бригада. Тільки у грудні 1938 року на її озброєння надійшли крейсерські танки. Того ж часу змінили й штат Мобільної дивізії. З'явилися легка бронетанкова бригада (три полки на легких та крейсерських танках), важка бронетанкова бригада (три полки на крейсерських танках), група підтримки (моторизований батальйон, моторизований артилерійський полк та інженерна рота).

### Друга світова
14 травня 1940 року 1-ша бронетанкова дивізія під командування майор-генерала Р. Еванса висадилася на берег Франції у складі Британського експедиційного корпусу та практично відразу взяла участь у бойових діях кампанії на Західному фронті. Дивізія прибула до Європи в неповному складі, вона мала тільки 2-га та 3-ту бронетанкові бригади, 1-шу групу підтримки, піхотні підрозділи були відсутні. За місяць боїв з'єднання зазнало величезних втрат у живій силі та техніці, особливо у важких танках, і 16 червня її евакуювали до Англії.

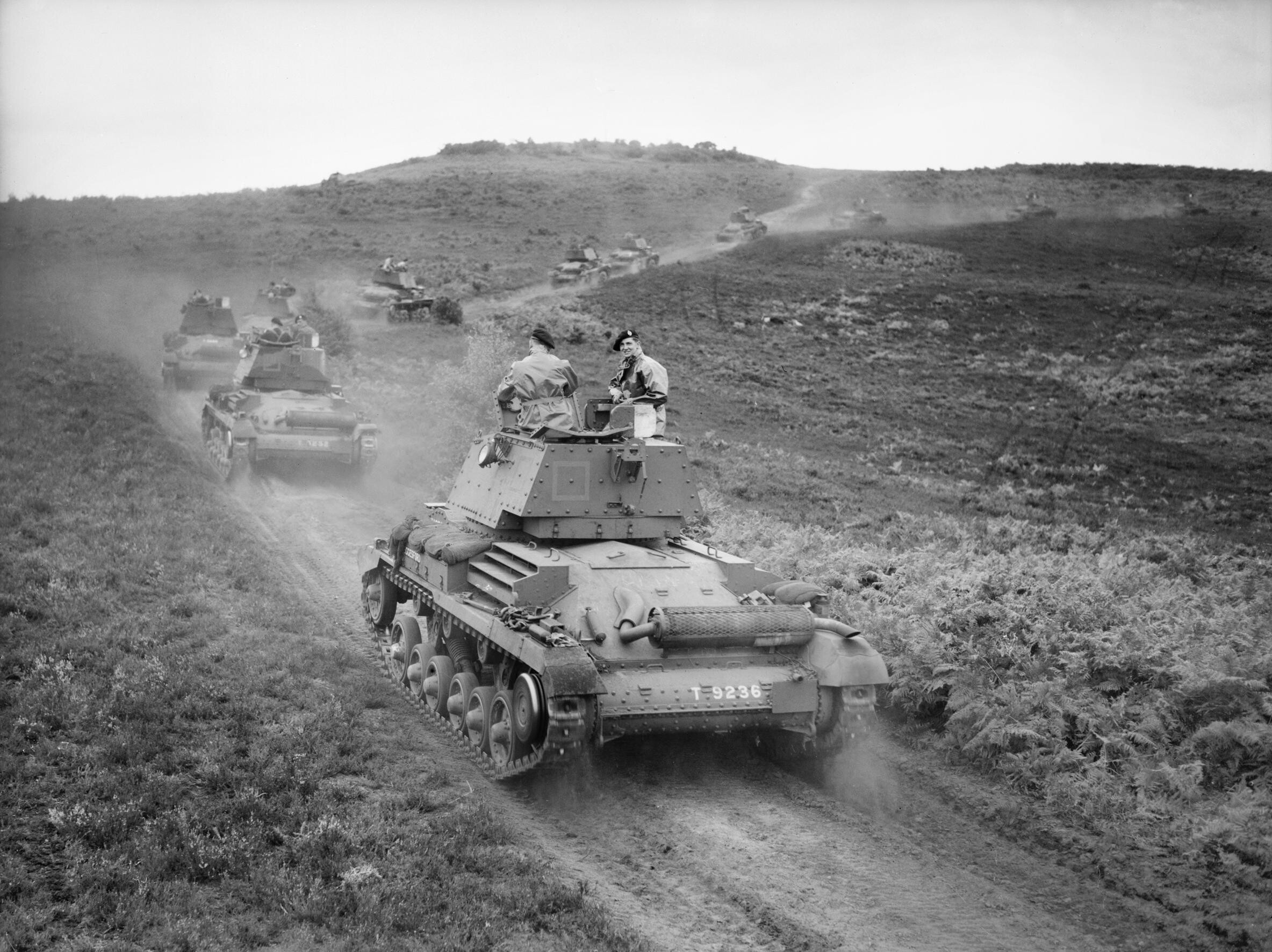
Британські крейсерські танки Mk I 5-го Королівського танкового полку 1-ї дивізії на марші в Сурреї. Липень 1940

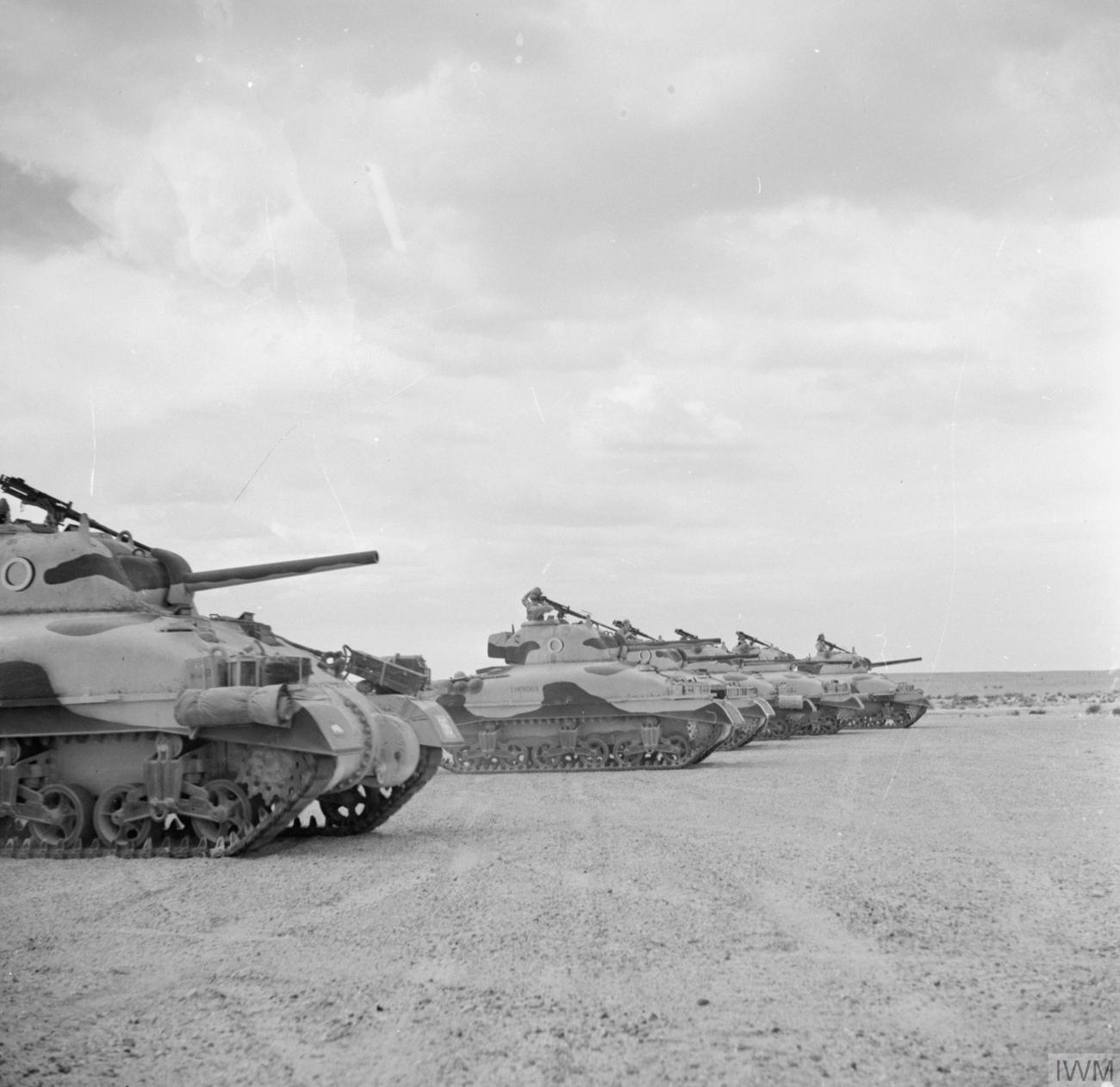
Танки M4 «Шерман» 1-ї дивізії перед битвою за Ель-Аламейн. 27 жовтня 1942

З червня 1940 до 27 серпня 1941 року дивізія перебувала на півдні Англії, де входила до складу сил, призначених для відбиття ймовірного вторгнення нацистів до Британських островів. З 24 серпня 1940 року її командиром був майор-генерал В. Норрі. Наприкінці серпня 1941 року її перекинули морем до Єгипту, куди вона прибула 13 листопада 1941 року. На цей час командиром дивізії був майор-генерал Г. Ламсден.
У Північній Африці дивізія брала найактивнішу роль у боях та битвах, протистоячи наступу німецько-італійських військ генерала Е. Роммеля. Вона билася під Газалою, Мерса-Матрух, в Першій та Другій битвах за Ель-Аламейн, в Туніській кампанії в битві на лінії Марет, за Ваді-Акаріт та інших боях.
Після розгрому німецько-італійських військ у Тунісі в травні 1943 року і до травня 1944 року 1-ша бронетанкова дивізія перебувала у Північній Африці. Наприкінці травня 1944 року її перекинули до Італії, де вона увійшла до V армійського корпусу 8-ї армії генерала О. Ліза.
У серпні 1944 року командиром дивізії став майор-генерал Річард Халл, майбутній фельдмаршал та начальник Генерального штабу Британії. З серпня до вересня 1944 року 1-ша бронетанкова дивізія вела бойові дії на Готичній лінії. Найбільше зазнала важких втрат у танках 2-га бронетанкова бригада, зокрема під час бою за Сан-Маріно, що втратила 31 танк з 52, що вступили в битву. Невдовзі дивізію вивели з боїв та розформували, а рештки роздали по інших з'єднаннях, що билися на Італійському фронтові, в першу чергу до 46-ї та 56-ї піхотних дивізій. 11 січня 1945 року 1-ша бронетанкова дивізія була офіційно розформована.

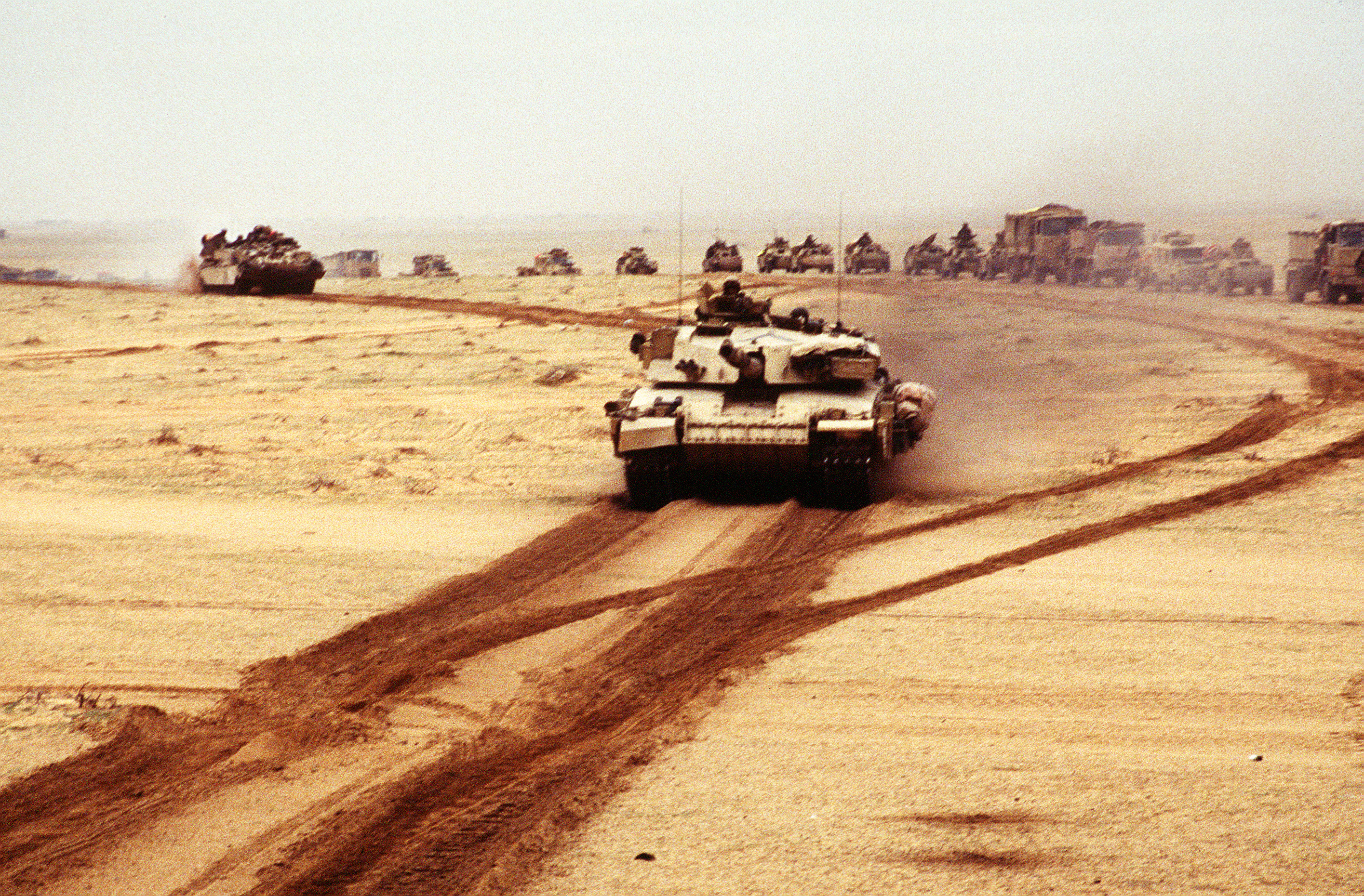
Британські танки Challenger 1 1-ї дивізії в ході боїв в Іраку. 28 лютого 1991

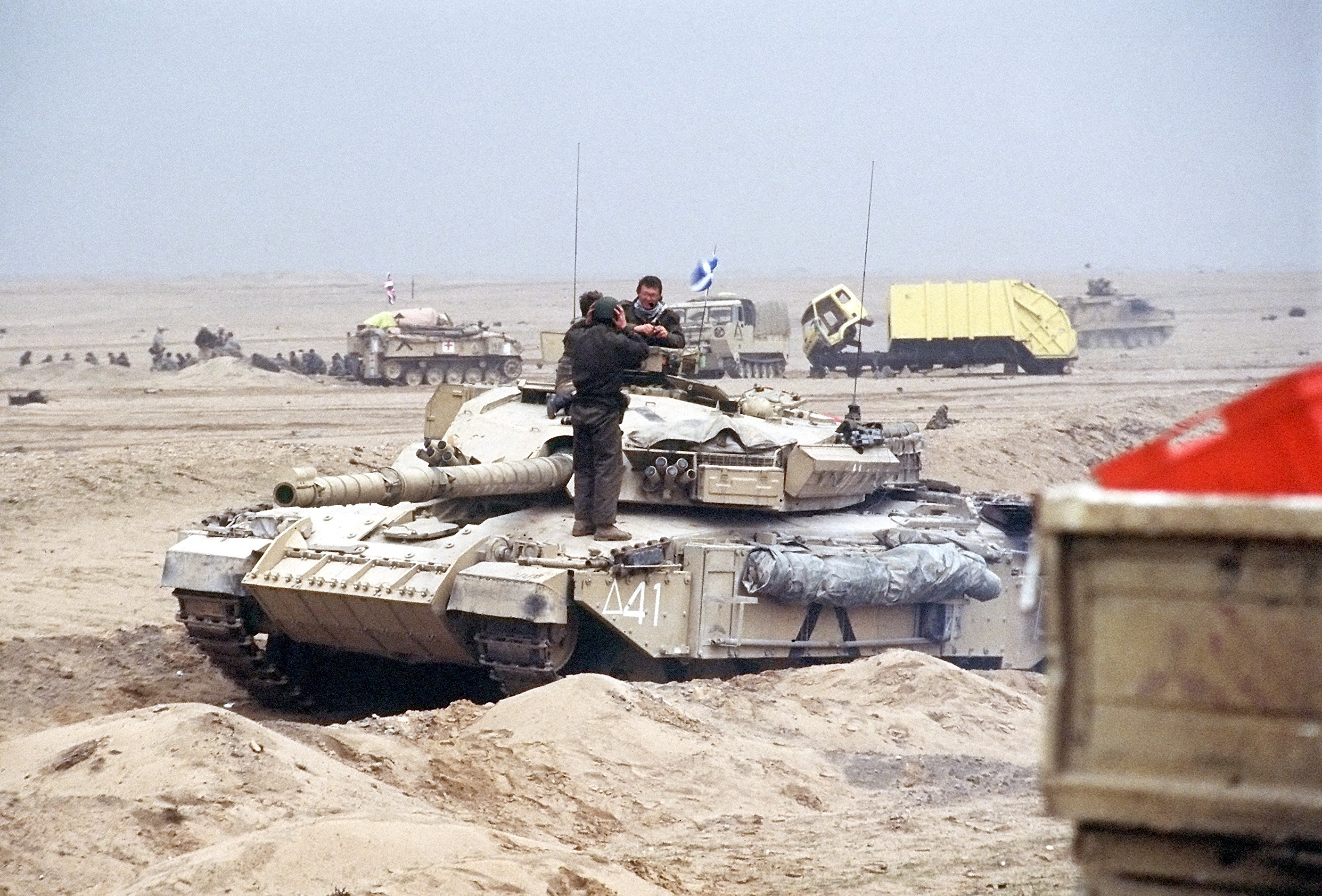
Британські «Челленджери» під Кувейтом. Війна в Перській затоці. 1991

### Післявоєнний час
У 1960 році 1-шу бронетанкову дивізію відновили у складі британської армії з включенням її до Британської Рейнської армії та пунктом постійної дислокації у британській зоні окупації у Ферден-ан-дер-Аллер.
Після вторгнення Іраку до Кувейту штаб 1-ї дивізії був передислокований до Саудівської Аравії та на його фондах розгорнуте командування усіма британськими наземними силами в ході операції Коаліційних сил в Іраку. Тут її підпорядкували VII американському армійському корпусу і з початком операції «Буря в пустелі» британська 1-ша дивізія діяла як складова потужного броньованого кулака, який завдавав удару по іракських силах у центрі оперативної побудови сил вторгнення. Дві бригади дивізії діяли в першому ешелоні та вели бої з іракською Республіканською гвардією.

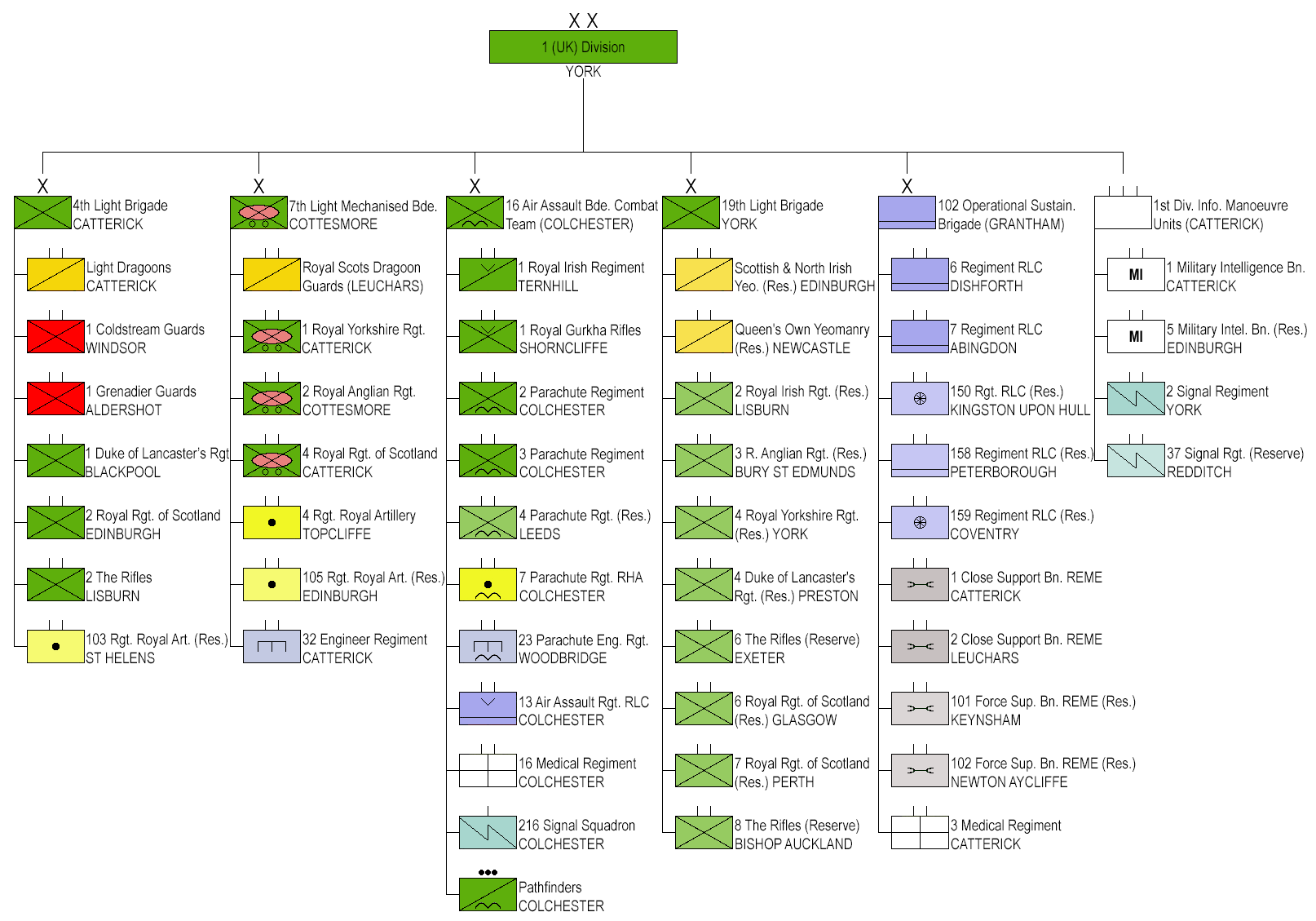
Структура 1-ї дивізії за станом на 2024 рік

27 лютого 1991 року стався великий танковий бій у провінції Мутанна, що з часом отримав назву «битва за Норфолк». У ході запеклого зіткнення британські танки Challenger 1 знищили щонайменше декілька танкових рот Т-55 іракців. За 48 годин з початку битви британці знищили або ізолювали чотири іракські піхотні дивізії (26-ту, 48-му, 31-шу та 25-ту) та подолали спротив 52-ї бронетанкової дивізії С.Хусейна. Загалом за час боїв в Іраку 1-ша дивізія знищила або вивела з ладу близько 300 танків противника та велику кількість броньованої техніки й автомобілів; також у полон було взято понад 7 000 іракських солдатів і офіцерів.
1993 році штаб 1-ї бронетанкової дивізії був розформований і створений новий штаб на базі 4-ї бронетанкової дивізії. У 1996—1997 та 1998—1999 роках підрозділи дивізії брали участь у миротворчих операціях на території колишньої Югославії у ІФОР та СФОР.

### XXI століття
У 2003 році британська дивізія знову брала участь у війні на Близькому Сході, діяла у складі I Експедиційного корпусу морської піхоти. Силами трьох бригад вона діяла в Іракській війні, вела бої за Басру.